# Josefina González (política)
Josefina Victoria Tosetto González (17 de febrero de 1976, Rosario) es una militante kirchnerista y víctima del terrorismo de Estado durante el gobierno de la dictadura cívico-militar (1976-83). Tras la desaparición forzada, asesinato de sus padres y de otros miembros de su familia a manos de represores involucrados en delitos de lesa humanidad, fue criada por tíos abuelos y empezó a descubrir y a recuperar su verdadera identidad diez años después. Sus padres eran miembros del Ejército Revolucionario del Pueblo. El haber sido víctima de violaciones a los derechos humanos fue determinante para su posterior militancia, ya que luego fue una de las fundadoras y formó parte de la agrupación H.I.J.O.S y más tarde llegó a la Secretaría de Derechos Humanos de La Cámpora, puesto que ocupa actualmente.
El 22 de junio de 2013, Josefina González fue oficializada como segunda candidata a diputada nacional por el Frente para la Victoria en la provincia de Santa Fe, en la lista encabezada por el exintendente de la ciudad de Santa Fe y exgobernador de aquella provincia, Jorge Obeid. Integraron además dicha lista el vicerrector de la Universidad Nacional de Rosario, Eduardo Seminara, y la intendente de Granadero Baigorria, Romina Luciani, entre otros candidatos.

## Biografía

### Primeros años
Josefina González nació en Rosario, Argentina, en febrero de 1976. De acuerdo con investigaciones posteriores, se pudo determinar que es hija de Dardo José Tosseto, militante y alto dirigente del Partido Revolucionario de los Trabajadores (PRT), y de Ruth González, ambos ilegalmente detenidos y posteriormente torturados y desaparecidos en el marco de la represión llevada a cabo por Ramón Díaz Bessone en la provincia de Santa Fe.Tosetto había sido secuestrado entre el 9 y el 11 de diciembre de 1975 en las inmediaciones del Hospital Español de Rosario, mientras se reunía con un hombre llamado Pedro Paulón, quien pudo escaparse del operativo y luego fue el encargado de darle el aviso a Ruth González sobre el secuestro de su compañero. González, quien ya tenía una niña de dos años y medio y se encontraba en el séptimo mes de gestación de Josefina, se trasladó inmediatamente a Brinkmann, provincia de Córdoba, donde vivían los padres de Tosseto. Luego retornaron a Rosario con el objetivo de realizar los trámites necesarios para dar con su paradero, pero sin encontrar ninguna respuesta. Tosetto permanece desaparecido desde entonces.
Algunos meses más tarde, en la madrugada del 19 de julio de 1976, Ruth González fue secuestrada junto a sus dos hijas —Mariana y Josefina, que tenía entonces cinco meses de edad— y trasladada posteriormente a un centro clandestino de detención del Ejército, mientras el Juzgado N°. 2 de Menores de la Provincia de Santa Fe les entregaba las niñas en tenencia a dos agentes de la policía provincial. Antes de ser recuperada por una tía abuela, Josefina fue brutalmente golpeada el represor Agustín Feced, quien en ese momento era el interventor de la policía rosarina y torturó al bebé con el objetivo de presionar a la madre para que le entregara información sobre otros militantes buscados por la represión. A raíz de los golpes recibidos, a Josefina le fue extirpado el bazo. Su madre, Ruth González, fue posteriormente ejecutada en cautiverio y su muerte oficializada el 5 de octubre de 1976.
Además de sus padres, Josefina González también perdió a su abuela, Amorosa Brunet de González (aún desaparecida), y a sus tíos Estrella González y Héctor Vitantonio, secuestrados el 23 de septiembre de 1976 y asesinados a manos del terrorismo de Estado que diezmó a su familia.
Tras ser recuperada por sus familiares sobrevivientes, Josefina vivió con su tía abuela Judit Brunet, que había podido dar con el paradero de las niñas en mayo de 1977 tras haberlas buscado intensamente. Hasta los siete años de edad Josefina creció pensando que sus padres habían muerto en un accidente automovilístico, hasta que empezó a presentar ciertos síntomas psicológicos y a su tía abuela le recomendaron decirle toda la verdad. «Me dijeron que habían matado a mis padres porque pensaban distinto», recordó Josefina González.

### Militancia
A partir de la necesidad de conocer la verdad sobre su propia identidad y sobre la suerte que habían corrido sus familiares perseguidos por la represión sistemática, Josefina González empezó a militar, aún durante su adolescencia en el año 1995, en la agrupación de derechos humanos Hijos por la Identidad y la Justicia contra el Olvido y el Silencio (H.I.J.O.S). Años más tarde, con el advenimiento del kirchnerismo y el impulso dado por ese movimiento político a favor de la reapertura de los juicios por delitos de lesa humanidad, pasó a desarrollar su militancia en La Cámpora, aportando a esta agrupación su experiencia en temas relacionados con los derechos humanos, hasta ser designada como responsable provincial del área, cuyo objetivo manifiesto es «acompañar y promover las distintas acciones del gobierno nacional relativas al juicio y castigo de los represores de la última dictadura y a las reparaciones del daño que le hicieron a nuestro país».
Josefina fue una de los testigos clave y además querellante en la causa Díaz Bessone. Durante las audiencias, el 15 de febrero de 2011, dio uno de los testimonios más conmovedores, al relatar en detalle lo que le había sucedido a su familia. Ese día afirmó creer en la Justicia y reivindicó las presidencias de Néstor Kirchner y Cristina Fernández de Kirchner y sus gestiones favorables a la causa de los derechos humanos. En la causa Díaz Bessone fueron juzgados crímenes de lesa humanidad cometidos en un centro clandestino de detención de Rosario. Además del propio Díaz Bessone, quien fue condenado a cadena perpetua junto al excomisario principal de la Policía de Santa Fe Rubén Lofiego, otros represores recibieron condenas que variaron entre los 10 y los 25 años de prisión. El juicio finalizó el 26 de marzo de 2012.

## Carrera política
El 22 de junio de 2013, tras el anuncio del cierre de listas para las Primarias Abiertas Simultáneas y Obligatorias (PASO), realizadas en agosto del mismo año, Josefina González fue confirmada en el segundo lugar de la lista de candidatos a diputado nacional del Frente para la Victoria (FpV) en la provincia de Santa Fe. Además de Josefina, la lista del FpV presentaba como candidatos al exgobernador de Santa Fe Jorge Obeid (quien encabezaba la nómina),  el vicerrector de la Universidad Nacional de Rosario, Eduardo Seminara, la intendente de Granadero Baigorria, Romina Luciani, José Freyre y Amado Zarzón, intendentes de las localidades santafecinas de Venado Tuerto y Malabrigo, respectivamente.
Acerca de su incursión en la política tras años de militancia por los derechos humanos, Josefina González se lo atribuye a los «discursos y presentaciones de Néstor Kirchner y Cristina Fernández de Kirchner» que escuchó desde la asunción de aquel como presidente, en el año 2003. «Sentí que en el kirchnerismo había coherencia entre lo que se dice y lo que se hace. Con Néstor y Cristina Kirchner la política dejó de ser una mala palabra para convertirse en una herramienta que le soluciona la vida a la gente. No podía hacer menos que sumarme a este proyecto».
El 26 de junio de 2017 por la madrugada, un día antes de que sea oficializada la lista que llevaba su candidatura a diputada por Santa Fe, el automóvil en el que se desplazaba González sufrió un grave accidente al chocar de frente con una chata. En el siniestro perdió la vida un fotógrafo y resultaron con severas heridas el conductor y la diputada, que actualmente se encuentra en un favorable proceso de recuperación física.